# Marie-Louise Meunier
Marie Louise Clémentine Meunier (Genas, Isère, 15 februari 1890 – Ravensbrück, 25 januari 1945) was een Franse winkelierster en verzetshelding uit Annecy. Ze bood daar tijdens de Tweede Wereldoorlog hulp aan vluchtelingen. Ze was onder meer een aanloopadres voor Engelandvaarders.

## Biografie
Meunier was bevriend met Jean Weidner, die ook een winkel in Annecy had. Als lid van het netwerk Dutch-Paris hielp ze gevluchte Nederlanders over de grens met Zwitserland. Op 6 maart 1944 werd ze in Annecy gearresteerd. Ze zat in de gevangenissen van Montluc en Fresnes (Val-de-Marne), voordat ze naar Torgau werd gedeporteerd. In oktober 1944 werd ze overgebracht naar Ravensbrück, waar ze in januari 1945 overleed.
In Frankrijk werd haar per decreet van 11 maart 1947 postuum een medaille in l’Ordre de la Libération toegekend. In 1950 werd Meunier postuum het Nederlands Verzetskruis toegekend.
H.J. van Aalderen
· P. van As
· M. Assies
· J.J. Barendsen
· J.A. Beekman
· H.D.J. Beernink
· L.R. Beijnen
· C.J. van den Berg-van der Vlis
· L.A. Bleys
· G. de Boer
· A.A. Bontekoe
· E.J. Bosch ridder van Rosenthal
· D.A. van den Bosch
· I.J. van den Bosch
· J.H. Bosch
· J.C.J. baron Brantsen
· A.L. Charroin
· F.G.M. Conijn
· M. Crans
· R.J. Dam
· F. Datema
· K.H. Derkzen van Angeren
· H. Dienske
· J.L.G. Doornik
· V. Dreyfus
· N. Dupont
· F. Duwaer
· S. Esmeijer
· G.H. Gelder
· J. Gelderman
· W.J. Gertenbach
· E.A. Giran
· O. Giran
· C.H. de Groot
· P.G.S. Guermonprez
· A. Hahn
· W. van Hall
· J.C.H.F. van Hanxleden Houwert
· Th.W.L. baron van Heemstra
· J.J. Hendrikx
· J.L. Hesselberg
· W.J. Heukels
· I. van der Horst
· J. ter Horst
· H.P. Hos
· J.F.H.M. baron van Hövell van Wezeveld en Westerflier
· B. IJzerdraat
· L. Jansen
· A. Kalter
· G.W. Kastein
· A. Keuter
· T.J. Kroeze
· D.M.R.H. Kroon
· H.Th. Kuipers-Rietberg
· A. Meerwaldt
· J.A.A. Mekel
· J.D. van Melle
· D.C.B. Mesritz
· M.-L.C. Meunier
· J.J. Mohr
· J.L. Moonen
· A.C. Nagtegaal
· F. Nieuwenhuijsen
· B. Oosthoek
· J. Oranje
· T. Pannekoek
· J. Post
· A.J. Rozeman
· V.H. Rutgers
· F.R. Ruys
· W. Santema
· J.J. Schaft
· Jhr. J. Schimmelpenninck
· R.L.A. Schoemaker
· G. Schoonman
· W.P. Speelman
· M. van der Stoep
· B.M. Telders
· A.O.H. Tellegen
· O.R. Thomsen
· G. Tieman
· T.W. de Tourton Bruijns
· L.M. Valstar
· G.J. van der Veen
· D. Verloop
· M.A.E. Verspyck
· P.M.R. Versteegh
· C. Vlot
· G. Weidner
· J.H. Westerveld
· H.B. Wiardi Beckman
· J.W. Wildschut
· J.R.E. Wüthrich
· L. Zwanenburg
· Onbekende Joodse soldaat